# 14. Screen Actors Guild-gála
A 14. Screen Actors Guild-gála a 2007-es év legjobb filmes és televíziós alakításait értékelte. A díjátadót 2008. január 27-én tartották a Los Angeles-i Shrine Auditoriumban. A ceremóniát a TNT és a TBS televízióadó közvetítette élőben, a jelöltek listáját pedig 2007. december 20-án jelentette be Jeanne Tripplehorn és Terrence Howard a los angelesi Pacific Design Centerben. Ezen a gálán adták át először a legjobb filmes és televíziós kaszkadőrgárda díját.

## Győztesek és jelöltek

### Film
| Legjobb férfi főszereplő | Legjobb férfi főszereplő | Legjobb női főszereplő     | Legjobb női főszereplő |
| --- | --- | -------------------------- | --- |
| | - Daniel Day-Lewis – Vérző olaj (Daniel Plainview) - George Clooney – Michael Clayton (Michael Clayton) - Ryan Gosling – Plasztik szerelem (Lars Lindstrom) - Emile Hirsch – Út a vadonba (Christopher McCandless) - Viggo Mortensen – Eastern Promises – Gyilkos ígéretek (Nikolai Luzhin)        |                            | - Julie Christie – Egyre távolabb (Fiona Anderson) - Cate Blanchett – Elizabeth: Az aranykor (I. Erzsébet angol királynő) - Marion Cotillard – Piaf (Édith Piaf) - Angelina Jolie – Hatalmas szív (Mariane Pearl) - Ellen Page – Juno (Juno MacGuff)       |
| Legjobb férfi mellékszereplő | Legjobb férfi mellékszereplő | Legjobb női mellékszereplő | Legjobb női mellékszereplő |
| | - Javier Bardem – Nem vénnek való vidék (Anton Chigurh) - Casey Affleck – Jesse James meggyilkolása, a tettes a gyáva Robert Ford (Robert Ford) - Hal Holbrook – Út a vadonba (Ron Franz) - Tommy Lee Jones – Nem vénnek való vidék (Ed Tom Bell) - Tom Wilkinson – Michael Clayton (Arthur Edens) |                            | - Ruby Dee – Amerikai gengszter (Mama Lucas) - Cate Blanchett – I'm Not There – Bob Dylan életei (Jude Quinn) - Catherine Keener – Út a vadonba (Jan Burres) - Amy Ryan – Hideg nyomon (Helene McCready) - Tilda Swinton – Michael Clayton (Karen Crowder) |
| Legjobb szereplőgárda (mozifilm) | |                            | |
| - Nem vénnek való vidék – Javier Bardem, Josh Brolin, Garret Dillahunt, Tess Harper, Woody Harrelson, Tommy Lee Jones, Kelly Macdonald - Börtönvonat Yumába – Christian Bale, Russell Crowe, Peter Fonda, Ben Foster, Logan Lerman, Gretchen Mol, Dallas Roberts, Vinessa Shaw, Alan Tudyk - Amerikai gengszter – Armand Assante, Josh Brolin, Russell Crowe, Ruby Dee, Chiwetel Ejiofor, Idris Elba, Cuba Gooding Jr., Carla Gugino, John Hawkes, Ted Levine, Joe Morton, Lymari Nadal, John Ortiz, RZA, Yul Vazquez, Denzel Washington - Hajlakk – Nikki Blonsky, Amanda Bynes, Paul Dooley, Zac Efron, Allison Janney, Elijah Kelley, James Marsden, Michelle Pfeiffer, Queen Latifah, Brittany Snow, Jerry Stiller, John Travolta, Christopher Walken - Út a vadonba – Brian Dierker, Marcia Gay Harden, Emile Hirsch, Hal Holbrook, William Hurt, Catherine Keener, Jena Malone, Kristen Stewart, Vince Vaughn | |                            | |
| Legjobb kaszkadőrgárda (mozifilm) | |                            | |
| - A Bourne-ultimátum - 300 - Legenda vagyok - A királyság - A Karib-tenger kalózai: A világ végén | |                            | |

### Televízió
| Legjobb színész (minisorozat vagy tévéfilm) | Legjobb színész (minisorozat vagy tévéfilm) | Legjobb színésznő (minisorozat vagy tévéfilm) | Legjobb színésznő (minisorozat vagy tévéfilm) |
| --- | --- | --------------------------------------------- | --- |
| | - Kevin Kline – Ahogy tetszik (Jaques) - Michael Keaton – A Cég – A CIA regénye (James Jesus Angleton/"Mother") - Oliver Platt – The Bronx Is Burning (George Steinbrenner) - Sam Shepard – Ruffian, a csodakanca (Frank Whiteley) - John Turturro – The Bronx Is Burning (Billy Martin) |                                               | - Queen Latifah – Egy alapítvány a nőkért (Ana Wallace) - Ellen Burstyn – Mitch Albom's For One More Day (Pauline "Posey" Benetto) - Debra Messing – Álomgyári feleség (Molly Kagan) - Anna Paquin – Wounded Knee-nél temessétek el a szívem (Elaine Goodale) - Vanessa Redgrave – A láz (Nő) - Gena Rowlands – Isteni véletlen (Melissa Eisenbloom) |
| Legjobb színész (drámasorozat) | Legjobb színész (drámasorozat) | Legjobb színésznő (drámasorozat)              | Legjobb színésznő (drámasorozat) |
| | - James Gandolfini – Maffiózók (Tony Soprano) - Michael C. Hall – Dexter (Dexter Morgan) - Jon Hamm – Mad Men – Reklámőrültek (Don Draper) - Hugh Laurie – Doktor House (Dr. Gregory House) - James Spader – Boston Legal – Jogi játszmák (Alan Shore)                                   |                                               | - Edie Falco – Maffiózók (Carmela Soprano) - Glenn Close – A hatalom hálójában (Patty Hewes) - Sally Field – Testvérek (Nora Walker) - Holly Hunter – Saving Grace (Grace Hanadarko) - Kyra Sedgwick – A főnök (Brenda Leigh Johnson) |
| Legjobb színész (vígjátéksorozat) | Legjobb színész (vígjátéksorozat) | Legjobb színésznő (vígjátéksorozat)           | Legjobb színésznő (vígjátéksorozat) |
| | - Alec Baldwin – A stúdió (Jack Donaghy) - Steve Carell – The Office (Michael Scott) - Ricky Gervais – Futottak még... (Andy Millman) - Jeremy Piven – Törtetők (Ari Gold) - Tony Shalhoub – Monk – A flúgos nyomozó (Adrian Monk)                                                       |                                               | - Tina Fey – A stúdió (Liz Lemon) - Christina Applegate – Nem ér a nevem (Samantha Newly) - America Ferrera – Ki ez a lány? (Betty Suarez) - Mary-Louise Parker – Nancy ül a fűben (Nancy Botwin) - Vanessa L. Williams – Ki ez a lány? (Wilhelmina Slater)                                                                                          |
| Legjobb szereplőgárda (drámasorozat) | |                                               | |
| - Maffiózók – Gregory Antonacci, Lorraine Bracco, Edie Falco, James Gandolfini, Dan Grimaldi, Robert Iler, Michael Imperioli, Arthur J. Nascarella, Steve Schirripa, Matt Servitto, Jamie-Lynn Sigler, Tony Sirico, Aida Turturro, Steven Van Zandt, Frank Vincent - Boston Legal – Jogi játszmák – Rene Auberjonois, Candice Bergen, Julie Bowen, Saffron Burrows, Christian Clemenson, Taraji P. Henson, John Larroquette, William Shatner, James Spader, Tara Summers, Mark Valley, Gary Anthony Williams, Constance Zimmer - A főnök – G. W. Bailey, Michael Paul Chan, Raymond Cruz, Tony Denison, Robert Gossett, Gina Ravera, Corey Reynolds, Kyra Sedgwick, J. K. Simmons, Jon Tenney - A Grace klinika – Justin Chambers, Eric Dane, Patrick Dempsey, Katherine Heigl, T. R. Knight, Chyler Leigh, Sandra Oh, James Pickens Jr., Ellen Pompeo, Sara Ramirez, Elizabeth Reaser, Brooke Smith, Kate Walsh, Isaiah Washington, Chandra Wilson - Mad Men – Reklámőrültek – Bryan Batt, Anne Dudek, Michael Gladis, Jon Hamm, Christina Hendricks, January Jones, Vincent Kartheiser, Robert Morse, Elisabeth Moss, Maggie Siff, John Slattery, Rich Sommer, Aaron Staton                                    | |                                               | |
| Legjobb szereplőgárda (vígjátéksorozat) | |                                               | |
| - The Office – Leslie David Baker, Brian Baumgartner, Steve Carell, David Denman, Jenna Fischer, Kate Flannery, Melora Hardin, Mindy Kaling, Angela Kinsey, John Krasinski, Paul Lieberstein, B. J. Novak, Oscar Nuñez, Phyllis Smith, Rainn Wilson - A stúdió – Scott Adsit, Alec Baldwin, Katrina Bowden, Kevin Brown, Grizz Chapman, Tina Fey, Judah Friedlander, Jane Krakowski, Jack McBrayer, Tracy Morgan, Maulik Pancholy, Keith Powell, Lonny Ross - Született feleségek – Andrea Bowen, Ricardo Antonio Chavira, Marcia Cross, Dana Delany, James Denton, Nathan Fillion, Lyndsy Fonseca, Rachel Fox, Teri Hatcher, Zane Huett, Felicity Huffman, Kathryn Joosten, Brent Kinsman, Shane Kinsman, Joy Lauren, Eva Longoria, Kyle MacLachlan, Shawn Pyfrom, Doug Savant, Dougray Scott, Nicollette Sheridan, John Slattery, Brenda Strong - Törtetők – Rhys Coiro, Kevin Connolly, Kevin Dillon, Jerry Ferrara, Adrian Grenier, Rex Lee, Jeremy Piven, Perrey Reeves - Ki ez a lány? – Alan Dale, America Ferrera, Christopher Gorham, Mark Indelicato, Ashley Jensen, Judith Light, Eric Mabius, Becki Newton, Ana Ortiz, Tony Plana, Rebecca Romijn, Stelio Savante, Michael Urie, Vanessa L. Williams | |                                               | |
| Legjobb kaszkadőrgárda (televízió) | |                                               | |
| - 24 - Hősök - Lost – Eltűntek - Róma - Az egység | |                                               | |

### Screen Actors Guild-életműdíj
- Charles Durning

## In Memoriam
A gála "in memoriam" szegmense az alábbi, 2007-ben elhunyt személyekről emlékezett meg:
- Merv Griffin
- Charles Nelson Reilly
- Barbara McNair
- Brad Renfro
- Janet Blair
- Allan Melvin
- Lois Nettleton
- Tige Andrews
- Miyoshi Umeki
- George Grizzard
- Percy Rodriguez
- Ron Carey
- Charles Lane
- Joey Bishop
- Roscoe Lee Browne
- Floyd "Red Crow" Westerman
- Johnny Grant
- Alice Ghostley
- Kitty Carlisle
- James T. Callahan
- Robert Goulet
- Laraine Day
- Michael Kidd
- Marcel Marceau
- Alice Backes
- Lee Bergere
- Gretchen Wyler
- Ian Richardson
- Dick Wilson
- Barry Nelson
- Beverly Sills
- Dabbs Greer
- Suzanne Pleshette
- Tom Poston
- Jack Williams
- Luciano Pavarotti
- Jane Wyman
- Betty Hutton
- Deborah Kerr
- Heath Ledger

## Fordítás
- Ez a szócikk részben vagy egészben  a(z)   14th Screen Actors Guild Awards című angol Wikipédia-szócikk fordításán alapul.  Az eredeti cikk szerkesztőit annak laptörténete sorolja fel. Ez a jelzés csupán a megfogalmazás eredetét és a szerzői jogokat jelzi, nem szolgál a cikkben szereplő információk forrásmegjelöléseként.